# Jean-Paul de Gua de Malves
Jean-Paul de Gua de Malves, né le 16 avril 1710 à Carcassonne et mort le 2 juin 1786 à Paris, est un savant français, initiateur de l’Encyclopédie.

## Biographie
Il est le fils de Jean de Gua, baron de Malves, et de Jeanne de Harrugue. Sa famille a été ruinée par les spéculations du système de Law. Jean-Paul de Gua de Malves vit, dans sa jeunesse, la fin de l’ancienne fortune de sa famille et la vente de toutes les terres de Languedoc de son père. Gentilhomme et prêtre, de Gua aurait pu, en faisant comme tout le monde, parvenir aux dignités ecclésiastiques, mais préférant les sciences à la fortune, il partit pour l’Italie où il eut des amis illustres qui ne firent rien pour lui.
Le comte de Clermont voulait alors fonder dans la capitale une société des arts. De Gua, revenu à Paris, lui fut présenté comme un homme dont l’étude des sciences et des arts ferait honneur à ce groupe naissant qui n’eut néanmoins qu’une existence éphémère. En 1741, il se fit connaître par son traité de la théorie des courbes algébriques intitulé Usages de l’Analyse de Descartes, entrepris uniquement afin de prouver que non seulement on pouvait, dans cette théorie, se passer du calcul différentiel, mais y employer même plus avantageusement la méthode cartésienne, où se trouvent des théories simples et générales, présentées d’une manière nouvelle, presque toujours étendues ou perfectionnées et rendues plus intéressantes par des rapprochements singuliers et inattendus.
Reçu adjoint géomètre à l’Académie des sciences, le 18 mars 1741, il y présenta à la même époque des recherches sur la géométrie des solides comprenant plusieurs propositions nouvelles et remarquables par l’élégance de leur énoncé ou la difficulté de les démontrer. Ces recherches, alors restées manuscrites, forment la plus grande partie des mémoires publiés par de Gua vers la fin de sa vie. Le volume de 1741 contient deux de ses mémoires sur la manière de reconnaître la nature des racines des équations. Le premier examine la règle d’après laquelle Descartes détermine le nombre des racines positives ou négatives des équations, où elles sont toutes réelles, règle contestée qui n’avait encore été démontrée par personne et dont de Gua donna une démonstration générale et rigoureuse justifiant Descartes.
Son second mémoire, à la tête duquel de Gua a placé une histoire savante de la théorie des équations, avait pour objet de donner une règle qui apprenne à reconnaître, dans une équation, le nombre des racines réelles ou imaginaires, et parmi les premières, celui des racines positives ou négatives. Dans la règle de Descartes, applicable aux seules équations où toutes les racines sont réelles, il suffisait de connaître le signe des coefficients de tous les termes de l’équation, mais dans celle de de Gua, on a besoin de résoudre une équation d’un degré immédiatement inférieur, ou du moins de faire sur cette équation, et sur des équations analogues de degrés toujours moins élevés, une suite d’opérations longues et compliquées.
En 1745, de Gua demanda et obtint, le 3 juin, le titre d’adjoint géomètre vétéran à l’Académie, où dans une discussion élevée avec un de ses confrères, il montra une vivacité qui suscita, malgré leur estime pour ses capacités et son personnalité, la désapprobation de ses confrères. S’étant présenté, quelque temps après, pour une place d’associé alors vacante, un autre lui fut préféré. Ceci amena Gua à relâcher ses attaches avec l’Académie à laquelle il était pourtant lié avec la force que son caractère donnait à toutes ses inclinations. Cet éloignement fut à la fois dommageable aux sciences et à de Gua qui, dominé par son imagination, peu porté vers les opinions raisonnables, avait besoin des conseils de ses confrères pour empêcher ses recherches de s’égarer et l’obliger à suivre les voies où il pouvait l’employer utilement pour sa notoriété et pour le progrès des sciences. Il occupa pendant quelques années la chaire de philosophie au Collège de France.

## L’initiateur de l’Encyclopédie
À peu près vers le même temps, les libraires qui avaient le privilège de la traduction de la Cyclopaedia or Universal Dictionary of Arts and Sciences de Chambers, s’adressèrent à lui pour présider à la correction les imperfections de l’ouvrage original, et aux suppléments rendus nécessaires par les nouvelles découvertes. De fréquentes discussions s’élevèrent entre de Gua, qui voyait dans cet ouvrage une œuvre scientifique destinée à faire avancer de la connaissance, et les libraires, qui n’y voyaient qu’un commerce. Dès lors, rendu plus intransigeant et plus facile à froisser par l’adversité, il abandonna bientôt ce projet. Il avait cependant eu le temps de changer profondément la forme que devait prendre le projet de l’Encyclopédie ou Dictionnaire raisonné des sciences, des arts et des métiers, dont la direction fut reprise par Diderot : grâce à lui, il ne n’agissait plus d’une simple traduction augmentée, mais d’un ouvrage nouveau, entrepris sur un plan plus vaste. Au lieu d’un dictionnaire élémentaire des parties des sciences les plus répandues, les plus usuelles, ouvrage utile en lui-même, de Gua avait entrepris de réunir, dans un dépôt commun, tout ce qui formait alors l’ensemble des connaissances de son époque. Il avait, de plus, su intéresser au succès de ce travail, et engager à y concourir plusieurs hommes célèbres dans les sciences et dans les lettres, Fouchy, Le Roy, Daubenton, Louis, Condillac, Mably et surtout D’Alembert et Diderot, qui devait lui succéder à la tête de ce projet. Si de Gua n’a pas pris part à la réalisation de l’Encyclopédie, le mérite d’en avoir eu la première idée lui revient incontestablement.

## Un traducteur subtil
De Gua avait été obligé de faire quelques traductions comme complément à ses modestes revenus. Une de ces traductions, celle des dialogues d’Hylas et de Philonoüs du philosophe anglais George Berkeley, qui cherche à prouver que les raisonnements des philosophes sur l’existence et la nature des substances matérielles sont vagues et souvent vides de sens et que l’emploi du langage scientifique les conduit à des résultats inintelligibles ou contradictoires. Pour réussir cette traduction, il ne suffisait pas des qualités exigées d’un traducteur ordinaire, il fallait connaître à fond toutes les subtilités de la métaphysique la plus abstraite et toutes les finesses de la langue philosophique des deux langues, pour faciliter la lecture d’un ouvrage où l’on est tenté de prendre pour des abstractions les vérités mêmes qu’il renferme et où les raisonnements les plus justes paraissent des sophismes. De Gua fit graver à la tête du livre une vignette très ingénieuse montrant un philosophe riant d’un enfant qui, voyant son image dans un miroir, la prend pour un objet réel et cherche à la saisir ; on lit au bas : Quid rides ! mutato nomine de te fabula narratur où le traducteur rend ainsi, par une seule image, un système métaphysique tout entier.

## Des projets brillants pas toujours réalisables

### Projet de revue scientifique interdisciplinaire
Bientôt après, de Gua s’occupa d’un projet d’un recueil destiné à publier régulièrement tous les travaux que les chercheurs auraient voulu y faire paraître, et que le rédacteur en aurait jugés dignes. Ce projet utile au progrès des sciences fut réalisé, quoique sur un plan moins étendu, en France et en Italie. Les avantages du projet de de Gua étaient de répandre plus diligemment et à plus large échelle, toutes les découvertes, tous les essais, toutes les vues, toutes les observations, de procurer à tous les chercheurs l’avantage, réservé aux académiciens, de pouvoir insérer leurs ouvrages dans une revue internationale, d’offrir aux jeunes chercheurs un bon moyen de se faire connaître rapidement et d’établir plus d’indépendance et d’égalité dans le monde scientifique, en supprimant la nécessité où ils étaient d’être protégé par un collègue déjà reconnu. De Gua était d’opinion que la connaissance perdait trop à séparer les sciences du raisonnement, du calcul et de l’observation. Il croyait même que c’est le contact entre le rationalisme et l’empirisme, formule préconisée par Leibniz, pourtant partisan du rationalisme, dans le plan de l’Académie de Berlin pour le premier roi de Prusse, qui devait stimuler le progrès scientifiques.
Il avait donc, pour cette raison, inclus la philosophie abstraite également bien que l’économie politique dans son projet. Malheureusement, l’attachement, en France, au cartésianisme et la méfiance envers l’empirisme furent autant d’obstacles devant lesquels de Gua, qui tenait à ses idées et avait besoin d’être convaincu pour céder, préféra abandonner son projet plutôt que d’en supprimer des parties.
Philosophe s’occupant de projets et de travaux utiles, mathématicien ayant prouvé un talent original dans un nombre restreint d’ouvrages, de Gua s’est attiré, peut-être en partie, des ennuis qu’il n’avait pas mérités, lorsqu'il s’imagina qu’en travaillant à des questions de gouvernement, ses talents et l’étendue des connaissances qu’il avait acquises, lui permettraient, grâce à une protection très puissante obtenue par ses amis, de s’avancer dans le chemin de la fortune, jusqu’alors fermé pour lui. Ayant connu, jeune, l’opulence dans sa famille jusqu’à la banqueroute de Law, de Gua ressentait la pauvreté comme un malheur. C’est sans doute en cherchant à restaurer la prospérité qu’il avait connue dans son enfance qu’on peut expliquer comment un homme désintéressé, capable de privations, et à qui un esprit profond et subtil, capable des plus grands efforts et d’une grande patience, offrait tant d’activités attachantes et remarquables, gâcha néanmoins une partie de sa vie dans des projets d’enrichissement qui ne le rendirent que plus malheureux. La lecture des mémoires de ses projets montre combien l’art de réussir lui était étranger ; l’eut-il connu dans la théorie, qu’il n’est pas vraisemblable qu’il eût jamais ni pu, ni voulu le pratiquer, ne sachant ni tromper, ni paraître dupe, ni attendre, ni souffrir.

### Projet d’orpaillage de plusieurs rivières du Languedoc
Le premier projet de de Gua avait pour but de perfectionner l’orpaillage dans plusieurs rivières de Languedoc et du pays de Foix en cherchant leurs dépôts les plus riches ou leur mine. Satisfait de voir son projet à moitié adopté, il oublia qu’il ne devait cette demi-réussite qu’à la nécessité pour le ministre de paraître bien intentionné à son égard, il fit imprudemment un premier essai, échoua et fit une chute de cheval, qui, après l’avoir estropié plusieurs années, ne lui permit jamais de marcher qu’avec difficulté. Son zèle finit par ne lui valoir que des reproches.

### Projet de revue scientifique interdisciplinaire
Un projet qu’il fit ensuite sur les emprunts en général, et en particulier sur les emprunts par loteries, n’eut pas plus de succès. La manie de de Gua pour les loteries était d’autant plus insolite que celles-ci lui avaient fait beaucoup nui dans sa jeunesse. Ayant gagné, par chance, une fois où il avait dû y recourir, pour éviter d’avoir à quitter la capitale pour retourner en Languedoc, une somme assez considérable, lui fit croire, d’après l’observation de causes d’inégalité réelles mais trop faibles pour qu’il soit possible d’en profiter, qu’il pourrait jouer de façon profitable. Il ne finit que par y perdre beaucoup, ayant, de surcroit, contre lui beaucoup de gens qui n’avaient aucun intérêt à voir un mathématicien intègre et persévérant se mêler de leurs affaires. Incapable de mentir, il commençait d’ailleurs tous ses mémoires sur les loteries, reconnaissant qu’elles sont un impôt déguisé auquel on faisait jouer toute la France.

### Travaux de probabilité
Persuadé que l’observation des faits passés permettait de déduire une loi de probabilité sur les événements futurs, de Gua se fourvoya à plusieurs reprises en conjecturant, à tort évidemment, sur quelques phénomènes météorologiques. L’opinion se montra très sévère à son égard lorsque ses prédictions échouèrent.
De Gua dilapidait, de plus, la plus grande partie de ses très modiques revenus dans un procès couteux. Persuadé qu’il avait subi une injustice dans le partage des biens d’un de ses frères, il tenta d’obtenir réparation devant les tribunaux. À une époque où les procès trainaient pendant des années, il fallait, pour poursuivre un procès sans se ruiner, pouvoir se passer du bien contesté car il en coûtait moins d’acheter un bien de moindre valeur que de tenter de la recouvrer par les voies légales.

## Reconnaissance tardive
De Gua eut au moins la consolation, en 1783, d’être présenté, bien que vétéran depuis trente-sept ans, par l’Académie au rang de pensionnaire. Ce signe de considération qu’il reçut d’une communauté qui lui était toujours chère, fut pour lui un des événements les plus heureux de sa vie. Malgré son âge et ses incapacités, il reprit immédiatement son assiduité aux réunions, sa passion pour la géométrie, son attachement aux activités académiques, ce dont il fut récompensé, le 23 avril 1785, lorsqu’il fut nommé pensionnaire dans l’une des deux nouvelles classes créées par le roi dans l’Académie, celle d’histoire naturelle, science qu’il avait longtemps pratiquée. Du Gua ne jouit de cet avantage qu’à peine plus d’un an, ayant ressenti au milieu de l’Académie, où il s’était fait porter malgré sa faiblesse, les premiers symptômes de la maladie à laquelle il devait succomber.
Décrit sans sa fiche de police comme « Grand, maigre et fort sec. L’air et la contenance d’un fou. Il était également membre de la Société royale de Londres et prieur de Saint George-de-Vigou.

## Opinions
« De Gua avait dans l’esprit plus de force que de flexibilité, plus d’originalité que de rectitude ; il préférait dans ses opinions ce qui était singulier, dans ses travaux ce qui s’écartait des routes battues ; il aimait par goût tout ce qui exigeait des efforts et de la patience, tout ce qui offrait des difficultés ; il portait même ce goût jusqu’à s’amuser, dans ses délassements, à faire des anagrammes très compliquées, et une fois, pour répondre à un défi, il composa un poème assez long en vers d’une seule syllabe. Sa conversation était plus piquante qu’agréable ; il aimait mieux discuter que causer, et il ne pouvait plaire qu’à ceux dont l’esprit n’était ni fatigué par des raisonnements subtils, ni rebuté par des idées extraordinaires. Son caractère était franc, incapable de plier ou de souffrir l’ombre d’une injure ; aisé à blesser, et difficile peut-être dans le commerce de la vie, il était capable d’une amitié vraie, courageuse, inébranlable. Ses malheurs n’avaient fait que donner à son âme plus d’élévation et de fierté ; il fallait, pour qu’il permît de lui témoigner de l’intérêt,qu’il fût sûr qu’un sentiment d’estime en était le principe : ses amis n’osaient, même à l’aide des déguisements que l’amitié fait inventer, essayer de lui rendre des services dont, à la honte de ceux qui peuvent les offrir, les infortunés qui les reçoivent sont souvent excusables d’être humiliés ; mais sa fierté n’était point de l’aigreur, sa pauvreté ne lui donnait pas même l’idée de trouver injuste que d’autres, qui avaient moins de droits, vissent les grâces où il aurait pu prétendre s’accumuler sur leur tête ; l’envie et la plainte étaient au-dessous de lui. Il avait quelquefois exposé aux gens en place ses besoins et ses titres avec franchise, mais sans jamais chercher à émouvoir leur sensibilité sur son infortune. Enfin, s’il a été un exemple du danger que courent les savants, en se livrant à de vaines idées de richesses et de projets politiques, il a mérité en même temps d’être un modèle pour les hommes qui, nés avec de l’élévation et du courage, ont à supporter la pauvreté et l’abandon ; il souffrit avec résignation et avec noblesse, qualités qu’il est rare de réunir, parce que la résignation est difficile aux âmes fortes et sensibles »

— Nicolas de Condorcet, « Éloge de M. l’abbé de Gua », Œuvres de Condorcet, Firmin Didot frères, 1847-1849, Paris, p. 257-58.